# Ирмин
Ирмин (др.-сакс. Irmin, др.-в.-нем. ermen, др.-сканд. jǫrmun, др.-англ. Eormen) — древнегерманское название общего для нескольких племён бога, в котором видят обычно бога войны Тюра (Тор, Циу).

## Имя
Ирмин происходит от германского *(e)irmanaz, что означает «большой», «огромный». Этот композит встречается в других досредневековых текстах (например, в «Песне о Хильдебранде» присутствуют сложные слова Irmindeot и Irmingot), а также в личных именах как Irminfried.
Как составная часть слово Ирмин входит в некоторые древнегерманские собственные имена, например, Ermanerich, Ermrich и др.

## Мифология
Созвездие Большой Медведицы называлось колесницей Ирмина.
Вслед за Норбертом Вагнером современными исследователями Ирмин считается продуктом творческого переосмысления Видукинда. Видукинд в «Деяниях саксов» (лат. Res gestae saxonicae) X века соотносит Ирмина с культовым столпом саксов Ирминсуль (по-видимому, культовый аналог Иггдрасиля, мирового древа скандинавской мифологии).
Возможно, что Ирмин считался родоначальником одной из трёх упоминаемых Тацитом племенных групп германцев — герминонов.